# Morti nel 1073
| Questa pagina contiene informazioni ricavate automaticamente dalle voci biografiche con l'ausilio del template Bio e di un bot. L'aggiornamento è periodico e automatico e ricostruisce completamente la pagina. Se manca una persona in questa lista, sei pregato di non aggiungerla, ma accertati piuttosto che la sua voce biografica contenga il template Bio e che i dati anagrafici siano correttamente compilati. Se il template Bio manca, inseriscilo tu stesso o, in alternativa, metti l'avviso {{tmp\|Bio}} che ne segnala la mancanza. Se i dati riportati sono sbagliati, correggi direttamente la voce biografica; le modifiche saranno visibili in questa lista entro pochi giorni. Per chiarimenti vedi il progetto biografie. La lista contiene solo le 15 persone che sono citate nell'enciclopedia e per le quali è stato implementato correttamente il template Bio. Pagina aggiornata al 10 feb 2025. |

- 21 aprile - Papa Alessandro II, papa e vescovo cattolico italiano
- 15 giugno - Go-Sanjō, imperatore giapponese (n. 1034)
- 12 luglio - Giovanni Gualberto, abate e santo italiano (n. 985)
- 20 dicembre - Domenico di Silos, abate e santo spagnolo
- Abramo di Rostov, monaco cristiano e santo russo
- Antonio di Pečers'k, monaco cristiano ucraino (n. 983)
- Badis ibn Habus, sultano
- Corrado di Walbeck, nobile tedesco (n. 1018)
- Costantino Diogene, principe bizantino
- Guido di Sorrento, longobardo
- Qavurt, principe
- Ottone I di Scheyern, nobile tedesco
- Roberto Crispino, mercenario normanno
- Zhou Dunyi, filosofo cinese (n. 1017)
- Torchitorio Barisone de Lacon Gunale, sovrano